# Инверзна функција
У математици, ако функција ƒ пресликава скуп  на скуп B, онда је њена инверзна функција ƒ-1 таква да пресликава скуп  на скуп A и то тако да сложена функција {\displaystyle f\circ f^{-1}} пресликава сваки елемент скупа A на самог себе. Нема свака функција своју инверзну, она која има се зове инверзибилна.
Нпр., ако је дата функција ƒ таква да даје дужину у миљама ако је дата дужина у метрима (ƒ(x) = 1,6 · x), онда њена инверзна функција g = ƒ-1 даје дужину у метрима ако је позната дужина у миљама (g(x) = x / 1,6).

## Инверзибилност
1. Како функција мора да пресликава оригинал у само једну слику, то функција која није инјективна не може имати инверзну.
2. С друге стране, ако се опсег функције није идентичан њеном кодомену, онда за неке елементе скупа-слике неће бити дефинисано пресликавање ƒ-1.

Зато можемо рећи да је функција инверзибилна акко је бијекција.
- Сурјективно али неинјективно пресликавање
- Инјективно али несурјективно пресликавање
- Бијекција

Нпр. функција {\displaystyle f(x)=x^{2}:\mathbb {R} \rightarrow \mathbb {R} } није ни инјективна (јер позитивни и негативни бројеви имају исту слику), ни сурјективна (јер је ранг {\displaystyle \mathbb {R} ^{+}}, а не читав кодомен {\displaystyle \mathbb {R} }). Иста функција, али дефинисана као {\displaystyle \mathbb {R} ^{+}\rightarrow \mathbb {R} ^{+}} има инверзну функцију {\displaystyle {\sqrt {x}}}. Функција {\displaystyle f(x)=x^{3}\,\!} има инверзну, а {\displaystyle f(x)=x^{3}-x\,\!} нема јер није инјективна ({\displaystyle f(0)=f(1)=0\,\!}).

## Особине

### Симетрија
Нека је id функција идентитета . Тада важи
{\displaystyle {\begin{aligned}f\circ f^{-1}=id_{X}\\f^{-1}\circ f=id_{Y}\end{aligned}}}
односно {\displaystyle (f^{-1})^{-1}=f\,\!}.

### Инверзна функција сложене функције
При инверзији композиције функција, основне функције мењају редослед:
{\displaystyle (f\circ g)^{-1}=g^{-1}\circ f^{-1}}

### Аутоинверзија
Функција идентитета је инверзна сама себи:
{\displaystyle id_{X}^{-1}=id_{X}\,\!}

### Графичко представљање
Функција и њена инверзна функција су симетричне у односу на праву {\displaystyle y=x\,\!}.

### Извод инверзне функције
Ако је почетна функција диференцијабилна, онда се за све тачке у којима {\displaystyle f(x)\neq 0\,\!} важи следећа формула за извод инверзне функције:
{\displaystyle {\frac {d}{dy}}\left[f^{-1}(y)\right]={\frac {1}{f'\left(f^{-1}(y)\right)}}.}

## Обележавање
Важно је уочити да -1 у означавању инверзне функције није ознака за експонент. Заправо {\displaystyle {\tfrac {1}{f(x)}}} се записује као ƒ(x)-1.
У инфинитезималном рачуну ознака ƒ(n) означава n-ти извод функције:
{\displaystyle f^{(n)}(x)={\frac {d^{n}}{dx^{n}}}f(x).}
У тригонометрији, из историјских разлога, {\displaystyle \sin ^{2}x=(\sin x)^{2}\,\!} а не {\displaystyle \sin(\sin x)\,\!}, али је {\displaystyle \sin ^{-1}x=\arcsin x\,\!}, а не {\displaystyle {\tfrac {1}{\sin x}}}. Управо да би се избегла ова непрецизност, за инверзне тригонометријске функције користи се ознака arc, а за реципрочне потпуно друга имена ({\displaystyle {\tfrac {1}{\sin x}}=\csc x}).
.